# Montclus, Gard
Montclus (Gard) là một xã trong vùng Occitanie, thuộc tỉnh Gard, quận Nîmes, tổng Pont-Saint-Esprit. Tọa độ địa lý của xã là 44° 15' vĩ độ bắc, 04° 25' kinh độ đông. Montclus (Gard) nằm trên độ cao trung bình là 80 mét trên mực nước biển, có điểm thấp nhất là 76 mét và điểm cao nhất là 329 mét. Xã có diện tích 21,88 km², dân số vào thời điểm 1999 là 134 người; mật độ dân số là 6 người/km².

## Thông tin nhân khẩu
| 1962 | 1968 | 1975 | 1982 | 1990 | 1999 |
| ---- | ---- | ---- | ---- | ---- | ---- |
| 92   | 124  | 115  | 139  | 135  | 134  |